# Botár Árpád
Botár Árpád Péter (Dicsőszentmárton, 1883. január 3. – Tapolca, 1965. október 31.) katonai hírszerző, újságíró.

## Élete és munkássága
1900-ban szerzett oklevelet (Certificat) a bukaresti Román Katonai Földrajzi Intézetban (Institutul Geografic Al Armatei). Az első világháborúban,1914 novemberétől, katonatisztként (tartalékos hadnagy-Leutnant in der Reserve, 1916 májusától tartalékos főhadnagy-Oberleutnant in der Reserve), és 1916 szeptemberétől-tól Román tolmácsként szolgált az 1. Hadseregparancsnokságnál, és a korabeli megfogalmazás szerint mozgó hírszerző állomás vezetője volt. 1918 november 11.én szerelt le. 1915-16-ban a bukaresti Ziua című lapban jelentetett meg cikkeket, amelyek a központi hatalmak érdekeit tükrözték. 1921-ben, Bécsben szerkesztette az Ardealul című magyarbarát periodikát. Szintén 1921-ben választotta a magyar állampolgárságot. 1925-től a Tapolczai Lapok hetilap szerkesztője lett, 1938 után felelős szerkesztője, egyúttal 1933-tól a Balatoni Kurír szerkesztője is volt. 1942. augusztus 8-án, miután többször állt ki lapjában a zsidótörvények ellen, elbúcsúzott a Tapolczai Lapok olvasóitól és a közéletbe nem tért többet vissza. 1965-ben bekövetkezett haláláig teljes visszavonultságban élt Diszelen, a Hajagos hegyi szöllőjének présházában, ill. diszeli házában. Szabó Lőrinc a barátja volt, többször meglátogatta.
Sírja Diszel temetőjében van.

## Művei
Még a világháború idején közzétette A román árulás okai című munkáját. (Budapest, 1917.)
Később jelentős háborús hírszerzői tapasztalatai alapján megírta A láthatatlan hadsereg. Kémek, árulók, merénylők (Tapolca, 1937.) című kötetet. Ezt a könyvét, némileg rövidítve, 1990-ben a Zrínyi Nyomda Kiadója is közzétette.

## Családja
Apja neve Botár Péter. Anya a tordai Gyöngyösi Kováts Anna, Gyöngyössi János (1741-1818) költő és tordai ref. lelkész, és Kováts Mihály ezredes (1724-1779), az amerikai függetlenségi háború magyar hősének egyenes leszármazottja. Első felesége (1910-1924) bejczi Bejczy Mária Ilona Alexandria, második felesége Kurtz Éva volt. Két fia volt, Olivér (1913-1989, Bejczy Máriával) és Liviusz (1919-2013), akik 1956-ban Kanadába, ill. Braziliába távoztak. Liviusz édesanya, a bécsi születésü Ghyczy Livia (1877-1946), élettársa volt két házassága között. Négy unokája él Kanadában, három Braziliában, es egy Franciaországban.